# Albatros D.I
El Albatros D.I era un biplano de caza alemán de la Primera Guerra Mundial, fue diseñado en un intento de crear una aeronave superior al modelo francés Nieuport 11 (Bèbè) y al caza británico Airco D.H.2 por entonces dominantes en los cielos del frente occidental; su papel fue fundamental para que a comienzos de 1917, Alemania recuperara la preponderancia aérea en el Frente Occidental.

## Diseño y desarrollo
El D.I, llegó a ser el monoplaza más potente en rol de caza - explorador introducido por la fuerza aérea alemana (Luftstreitkräfte) en ese momento de la guerra, (1916). 
El D.I tenía menor carga alar que los aviones monoplaza enemigos contemporáneos a su época, por lo cual se redujo su maniobrabilidad, sin embargo compensaba esta reducción con un superior poder de fuego y mayor velocidad ascensional.

## Operadores
Imperio alemán
- Luftstreitkräfte

## Historia operacional
Un total de 50 aeronaves, pre-serie y serie D.I estaban en servicio a noviembre de 1916, reemplazando a los primeros modelos Fokker y  Halberstadt D brindando un real poder ofensivo a la nueva Jagdstaffeln. Los modelos D.I de producción posterior a esta fecha no fueron ingresados al servicio.

## Especificaciones (D.I)

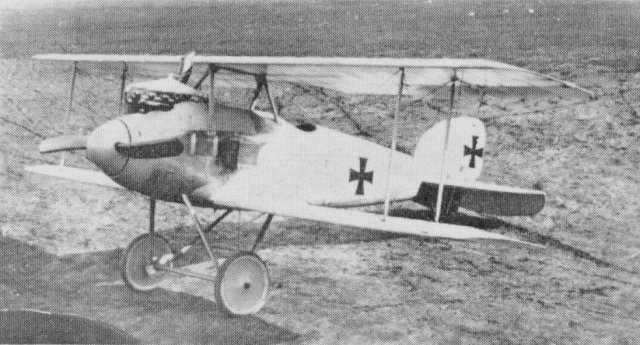

### Características generales
- Tripulación: 1
- Longitud: 7,4 m (24,3 ft)
- Envergadura: 8,5 m (27,9 ft)
- Altura: 3 m (9,7 ft)
- Superficie alar: 22,9 m² (246,5 ft²)
- Peso vacío: 647 kg (1426 lb)
- Peso máximo al despegue: 898 kg (1979,2 lb)
- Planta motriz: 1×  Benz Bz.III 112 kW o Mercedes D.III 119 kW.

### Rendimiento
- Velocidad máxima operativa (Vno): 175 km/h (109 MPH; 94 kt)
- Alcance: 1 hora 30 min
- Techo de vuelo: 5200 m (17 060 ft)
- Régimen de ascenso: 2,8 m/s (551 ft/min)

### Armamento
- Armas de proyectiles: 2 x ametralladora Maxim LMG 08/15 7,92 mm

### Desarrollos relacionados
- Albatros D.II

### Aeronaves similares
- Nieuport 11

### Listas relacionadas
- Anexo:Cazas de la Primera Guerra Mundial
- Anexo:Biplanos